# Bracon mediatus
Bracon mediatus är en stekelart som beskrevs av Cameron 1911. Bracon mediatus ingår i släktet Bracon och familjen bracksteklar. Inga underarter finns listade.